# Ульвен, Тур
Тур Ульвен (14 ноября 1953 — 18 мая 1995) — норвежский поэт, писатель, переводчик.

## Биография
Один из важнейших поэтов норвежской литературы второй половины XX века. Его ранние поэтические работы написаны традиционным для модернизма верлибром под сильным влиянием сюрреализма, который он начал переводить на норвежский язык. В начале 1980-х годов он обрел самостоятельный голос, самобытную по стилистке и тематике манеру письма. В последние годы жизни Ульвен по большей части публиковал прозу. Был награждён несколькими премиями (Obstfelder prize, Hartvig Kirans prize), в том числе и авторитетной премией Доблоуг (1995).

### Гибель
Покончил жизнь самоубийством в 1995 году в Осло.

### Влияние
В фильме Йоакима Триера "Реприза" (2006) Ульвен упоминается как писатель, повлиявший на персонажа Филипа. Также послужил прототипом для персонажа писателя Стена Эгиля Даля. Во второй части книги "Моя борьба" Карл Уве Кнаусгор приходит в восторг, когда его тексты сравнивают с творчеством Ульвена.

## Книги на русском языке

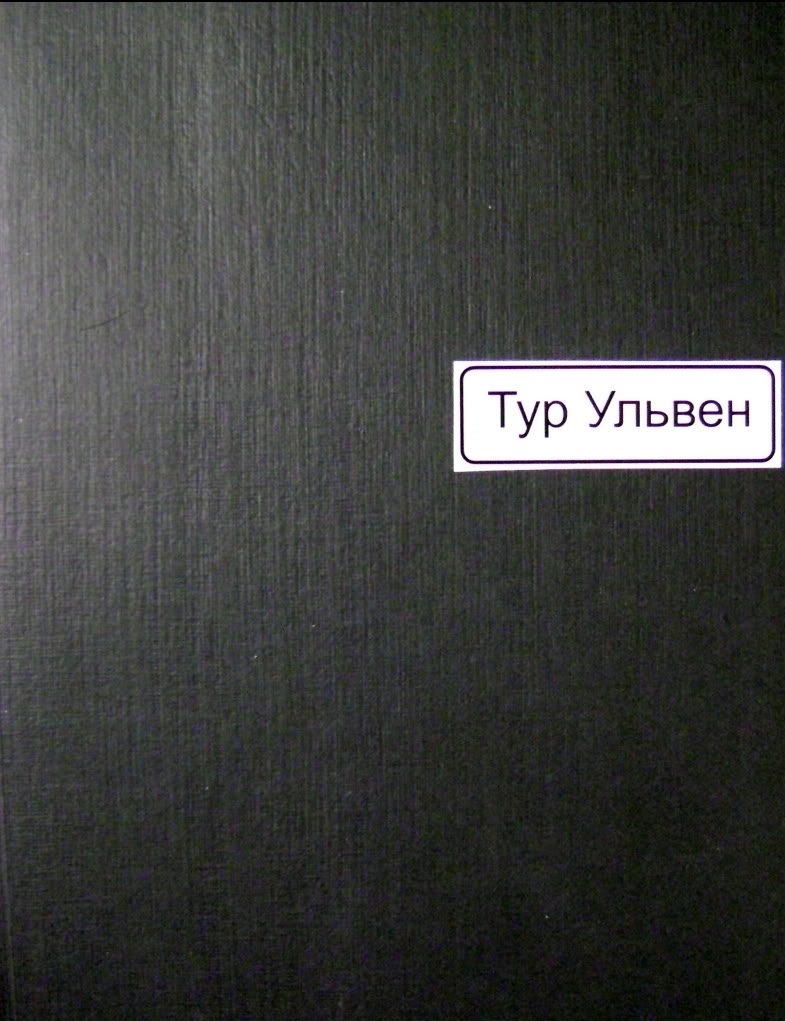
Обложка русско-чувашского издания книги избранных стихотворений Тура Ульвена

- Ульвен Т. Избранное: Стихи / Пер. с норвежского И. Трера и Д. Воробьева при участии М. Нюдаля и Г. Вэрнесса. — Кноппарп; Чебоксары: Ariel, 2010. — 252 с. — (Серия «Моль»). — ISBN 978-91-977578-3-6.
- Ульвен Т. Расщепление: Роман / Пер. с норвежского Н. Ставрогиной под ред. С. Снытко. — М.: Носорог, 2020. — 128 с.[4][5][6]
- Ульвен Т. Исчезание равно образованию. Стихотворения и эссе / Пер. с норвежского; Сост. Н. Ставрогиной и Д. Воробьёва. — СПб.: Издательство Ивана Лимбаха; Knopparp: Ariel Förlag, 2023. — 416 с. ISBN 978-5-89059-523-2, ISBN 978-91-87605-56-7.[7][8]
- Ульвен Т. Расщепление: Роман / Пер. с норвежского Н. Ставрогиной под ред. С. Снытко; издание 2-е. — М.: Носорог, 2024. — 128 с.[9][10]
- Ульвен Т. Исчезание равно образованию. Стихотворения и эссе / Пер. с норвежского; Сост. Н. Ставрогиной и Д. Воробьёва. — СПб.: Издательство Ивана Лимбаха; Knopparp: Ariel Förlag, 2024. — 416 с.  ISBN 978-5-89059-543-0

## Публикации отдельных произведений на русском языке
- Ульвен Т. Я сплю / Пер. с норв. В. Дьяконовой // Мы здесь пока живем : Современная Норвегия в прозе : Антология / Сост. Линн Улльманн; Пер. с норвеж. [Н. Букина и др.]. - СПб. : Изд-во Рус.-Балт. информ. центра БЛИЦ, 1999. С. 114-131
- Ульвен Т. Стихотворения / Пер. с норв. С. Вольского // По ту сторону фьорда. Сборник переводов стихотворений норвежских поэтов. СПб.: СПб АНО Всерусскiй соборъ, 2005. C. 133-135
- Тур Ульвен. Из книги «Точка исчезновения» / Пер. с норв. Д. Воробьёва, И. Трера // Воздух. 2008. №2.[11]
- Тур Ульвен. Из белой книги черной магии // TextOnly сетевой журнал. 2008. № 26.[12]
- Тур Ульвен. Вариации / Пер. с норв. Н. Ставрогиной // Полутона: сетевой журнал. 2014. (12-04-2014)
- Тур Ульвен. Белое — белое / Пер. с норв. Н. Ставрогиной // Полутона: сетевой журнал. 2014. (04-10-2014)
- Тур Ульвен. Затмение / Пер. с норв. Н. Ставрогиной // Полутона: сетевой журнал. 2015. (29-03-2015)
- Тур Ульвен. От неизвестности к неизвестности / Пер. с норв. Н. Ставрогиной // Лиterraтура. Электронный литературный журнал. 2017.[13]
- Тур Ульвен. Из книги «Точка исчезновения» / Пер. с норв. Д. Воробьёва // Графит : литературный альманах. 2018. № 15.[14]
- Тур Ульвен. Стихи разных лет / Пер. с норв. и вступл. Н. Ставрогиной // Иностранная литература. 2019. №9.
- Тур Ульвен. После нас, знаки / Пер. с норв. Н. Ставрогиной // Флаги. 2021. № 8.[15]
- Тур Ульвен. Кости в зеркале / пер. с норв. Нины Ставрогиной // Флаги. 2021. № 9.[16]
- Тур Ульвен. Течение ночи / пер. с норв. Нины Ставрогиной // Цирк "Олимп"+TV. 2021. №35 (68).[17]
- Тур Ульвен. Никакие (не) стихи / пер. с норв. Нины Ставрогиной // Солонеба: арт-дайджест. 2021. Август.
- Тур Ульвен. Из стихотворений 1983—1993 годов / пер. с норв. Нины Ставрогиной // Новое Литературное Обозрение. 2021. № 6 (172). С. 254-259.
- Тур Ульвен. Непрограммируемое / пер. с норв. Нины Ставрогиной // Новое Литературное Обозрение. 2021. № 6 (172). C. 260-265.
- Тур Ульвен. Нет, не это / пер. с норв. Нины Ставрогиной // post(non)fiction. 2022.
- Тур Ульвен. Из книги «Нет, не это» — II / пер. с норв. Нины Ставрогиной // post(non)fiction. 2023.
- Тур Ульвен. Три странствия в пустыне / пер. с норв. Нины Ставрогиной // Флаги. 2024. №18.
- Тур Ульвен. Рене Шар: Ярость и тайна / пер. с норв. Нины Ставрогиной // Флаги. 2024. №18.
- Тур Ульвен. Словесные вши. Попытка заново открыть одну закрытую книгу. Тур Ульвен о Трюгве Андерсене / пер. с норв. Нины Ставрогиной // Флаги. 2024. №18.
- Тур Ульвен. Стихи разных лет / пер. с норв. Нины Ставрогиной // Poetica: литературный журнал. 18.05.2025
- Тур Ульвен. Стихотворения из книги "Исчезание равно образованию" // Слова вне себя. 11 июня 2025.